# Abildgård
Parochie Abildgård is een parochie van de Deense Volkskerk in de Deense gemeente Frederikshavn. De parochie maakt deel uit van het bisdom Aalborg en telt 7879 kerkleden op een bevolking van 8680 (2004). Historisch werd de parochie als deel van de herred Horns gezien. Abildgård ligt aan de noordkant van de stad Frederikshavn.

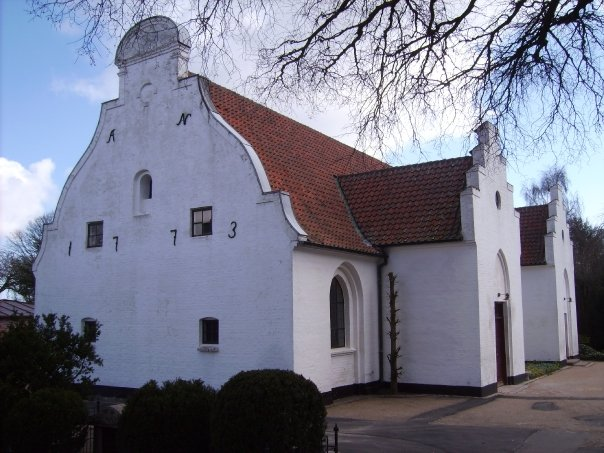
Kerk van Fladstrand

De parochie heeft twee kerken. De moderne kerk van Abildgård is gebouwd in 1970. De kleine kerk in Fladstrand dateert uit 1690. Tot 1892 werd die kerk ook als kerk voor Frederikshavn gebruikt.
Abildgård · Albæk · Åsted · Bangsbostrand · Elling · Flade · Frederikshavn · Gærum · Hørby · Hulsig · Jerup · Karup · Kvissel · Lyngsaa · Østervrå · Råbjerg · Sæby · Skærum · Skæve · Skagen · Torslev · Understed · Volstrup